# Rob Scuderi
Robert John Scuderi detto Rob (Syosset, 30 dicembre 1978) è un ex hockeista su ghiaccio statunitense.

## Carriera
Scuderi frequenta la St. Anthony's High School a South Huntington (Stato di New York e si diploma nel 1997. Successivamente passa al Boston College, dove gioca quattro stagioni con gli Eagles (NCAA). Dopo l'ultima stagione, nella quale realizza 24 assist in 42 partite, viene scelto come 134º assoluto nel 5º turno dei draft dai Pittsburgh Penguins.
Nel 2001, Scuderi inizia la sua carriera professionistica con i Wilkes-Barre/Scranton Penguins della AHL. In quella stagione gioca 75 partite, realizzando un gol e 22 assist. La prima partita nella NHL la disputa durante la stagione 2003-04, realizzando 3 punti in 13 partite, ma il lock-out della NHL lo costringe a disputare la stagione 2004-05 con i Wilkes-Barre/Scranton. Nella sua seconda stagione della NHL, quella 2005-06, realizza 4 punti in 56 partite, mentre nella stagione successiva gioca 78 partite realizzando un gol e dieci assist.
Il 2 febbraio 2008 Scuderi gioca la sua 200ª partita nella NHL nel match contro i Carolina Hurricanes. Il 4 ottobre 2008 termina una striscia negativa di 120 partite senza gol, realizzando a Stoccolma il gol del pareggio contro gli Ottawa Senators, che portano i Penguins all'overtime, overtime che permette ai Penguins di vincere la partita. Dal 2009, anno in cui conquistò con i Penguins la prima Stanley Cup in carriera, gioca per i Los Angeles Kings, con cui nel 2012 vinse il secondo titolo personale.
Nell'estate del 2013 fece ritorno a Pittsburgh sottoscrivendo un contratto quadriennale con i Penguins.

## Vita privata
Nato a Syosset dall'agente di polizia Bob e dall'insegnante Leslie, crebbe tuttavia a Bethpage, nella Contea di Nassau, dove nacque il fratello Ken, anch'egli giocatore di hockey professionista, con oltre 250 incontri disputati in ECHL, pur non avendo mai giocato in NHL.
Scuderi è sposato con Curtney, da cui ha avuto tre figli.

## Palmarès

### Club
- Stanley Cup: 2

Pittsburgh: 2008-09
Los Angeles: 2011-12